# Zethus waldoi
Zethus waldoi är en stekelart som beskrevs av Edoardo Zavattari 1912.
Zethus waldoi ingår i släktet Zethus och familjen Eumenidae. Inga underarter finns listade i Catalogue of Life.